# Benthochasconinae
Benthochasconinae is een onderfamilie van kreeftachtigen uit de klasse van de Malacostraca (hogere kreeftachtigen).

## Geslachten
- Benthochascon Alcock & Anderson, 1899
- Raymanninus Ng, 2000